# Harrow
Harrow (AFI: /ˈhæroʊ/, ) è un quartiere di Londra, capoluogo dell'omonimo borgo londinese, situato a 17 km a nord-ovest di Charing Cross.
È identificato, nel Piano di Londra, come uno dei quattordici centri metropolitani della Grande Londra.
Storicamente parte del Middlesex, Harrow era un borgo municipale prima di diventare parte della Grande Londra, nel 1965.
Harrow ospita uno dei più grandi campus dell'Università di Westminster e la Scuola di Harrow.